# Cerverí de Girona
Cerverí de Girona o Guillem de Cervera (1259-1285) fou un trobador vinculat a la casa reial en temps de Jaume I i del seu fill Pere el Gran. Tot i que en l'actualitat es pensa que es tracta del mateix trobador, encara hi ha algun estudiós, concretament Joan Coromines que situa Guillem de Cervera trenta anys abans que Cerverí de Girona i, per tant, els considera personatges diferents. De l'obra d'aquest autor es conserven un total de 120 composicions, l'obra més extensa i diversa que es té de cap trobador, de les quals 114 són líriques, 5 narratives i també es disposa d'una llarga col·lecció de poesia moral. Conreà tant el trobar lleu com el ric.

## Obra

### Obra popular
Escriu diverses composicions que tenen el seu origen en cançons populars com la "Viadeyra" (cançó que cantava la gent fent via o camí per tal d'alleugerir les fatigues del viatge. Són composicions similars a les "càntigues d'amic" galaicoportugueses).

### Obra literària
Inclou des d'una pastorel·la a cançons que es poden dividir en diferents cicles segons la dama o la temàtica (pèrdua del cordó...). La seva poesia va dedicada a una dama que ell anomena Sobrepretz, "excés de mèrit". Segueix les normes tradicionals de l'amor cortès trobadoresc. Però una característica de la seva poesia és la misogínia, en la qual treballa la repetició de tòpics amb originalitat.

### Obra moral
La seva obra moral parla sobre la conducta dels cavallers, els contrastos entre la vida de diferents estaments socials, etc. Molt sovint la crítica als costums de determinats cavallers fa que puguem considerar les composicions morals com a crítica política.

### Obra religiosa
La composició religiosa de Cerverí consta bàsicament d'una alba religiosa, on s'associa la nit al pecat i es desitja l'arribada de l'alba i es posa en contrast l'actitud dels amants de les dames amb els qui veneren la Verge.

### Obra narrativa
Està formada per cinc obres de temàtica diversa: Oració de tot dia, Maldit ben-dit, Testament, La faula del rossinyol, Sermó.

### Els proverbis
Els proverbis consten de 1197 quartetes de versos hexasíl·labs. Aquesta llarga composició també se sol anomenar Versos proverbials. És un poema dedicat als seus fills per inculcar-los bons consells, sovint a partir d'exemples de la realitat quotidiana o històrica. En la dotzena quarteta, després d'algunes estrofes introductòries, concreta la finalitat de l'obra: "Fills, per vosaltres dic / aquestes paraules planament, / perquè voldria que fóssiu rics / de saber i de seny".
A més de la magnitud que té l'obra, és interessant la preocupació de l'autor per l'estil i per la investigació poètica. Un tret, entre d'altres, en el qual destaca aquest autor és l'originalitat formal.

## Viadeyra
A continuació podeu veure un exemple de "viadeyra" anomenada No'l prenatz lo fals marit. Es tracta d'una poesia de procedència popular, com es pot veure fàcilment per la mètrica i pel contingut. Aquesta és l'única viadeyra que es conserva.

## Lo vers del saig e del joglar
En la següent peça, davant d'algun cortesà que ha gosat comparar els joglars amb els botxins, Cerverí destaca els mèrits dels primers i els demèrits dels segons, encara que davant d'una possible confusió entre joglars i trobadors deixa ben clar que ell és un trobador i que el seu ofici és el mateix que el del rei, i que si això li reconeixen ja el poden anomenar joglar, si pensen que trobar i joglaria és "enllaçar mots". Observeu que, com en altres ocasions, a la tornada el trobador elogia la vescomtessa de Cardona i la seva estimada "Sobrepretz".

## Espingadura
Com en el cas de la "viadeyra", de la qual només es conserva la de Cerverí de Girona, a continuació una composició que es denomina "espingadura" i que també és única i, a més, té igualment les característiques pròpies de la poesia popular. El primer que observareu és que es tracta d'una composició que porta un títol concret, cosa que no era habitual entre els trobadors ni en la poesia medieval en general, en què normalment es designava el poema amb el primer vers; també observareu que en el títol i al llarg del poema apareix el verb espingar que potser us resultarà estrany i que no hem traduït perquè existeix en el català actual amb el sentit de "sonar un instrument agut com la gralla...". Quant al contingut, fixeu-vos que d'una manera alegre, informal i reiterativa -molt pròpia de la poesia popular- es parla de la preferència de les dames per l'amant en detriment del marit, que estarà sota la pluja o tancat a l'armari. Finalment, en la segona tornada, el trobador concreta aquells de qui depèn amorosament i políticament: la dama a la qual va dedicar algunes cançons i que s'amaga sota el "senhal" de "Sobrepretz" (Excés de mèrit), el vescomte de Cardona, i l'infant Pere, fill de Jaume I.
En els llargues hores del palau, Cerverí de Girona buscava d'entretenir els cortesans amb composicions que s'aparten força del que hem llegit fins ara i anaven més enllà de l'ortodoxia trobadoresca quan, com en el primer text, quan fent gala del seu enginy, presentava a l'infant una estrofa escrita en diverses llengües i el desafiva a escriure'n una de semblant que obtindria com a premi un "esparver de setembre".

## Nunca querria eu achar
En una altra ocasió amagava un desig i un convenciment sota un joc lingüístic que els oïdors havien de descobrir.